# بريان كفالي
بريان كفالي (بالإنجليزية: Brian Qvale)‏ مواليد 3 نوفمبر 1988 في ويليستون، هو لاعب كرة سلة أمريكي. بدأ مسيرته الاحترافية في سنة 2011. يلعب مع إي دبليو إي باسكتس أولدنبورغ في الدوري الألماني لكرة السلة كلاعب وسط. يحمل الرقم 41. يبلغ طوله 6 قدم 11 بوصة (2.1 م).

## المسيرة الاحترافية
لعب مع ألياغا بتكيم في موسم 2011–12، ثم لعب مع ميدي بايرويت في الدوري الألماني في موسم 2013–14، ثم لعب مع نادي طوفاس الرياضي في الدوري التركي في موسم 2014–15، ثم لعب مع إي دبليو إي باسكتس أولدنبورغ في الدوري الألماني في موسم 2015–16.

## روابط خارجية
- بريان كفالي على موقع الدوري الأوروبي لكرة السلة (الإنجليزية)
- بريان كفالي على موقع دوري كرة السلة الياباني للمحترفين (اليابانية)
- بريان كفالي على موقع كرة السلة الأوروبية.كوم (الإنجليزية)
- بريان كفالي على موقع كلية كرة السلة في سبورتس رفرنس.كوم (الإنجليزية)
- بريان كفالي على موقع ريلجم (الإنجليزية)
- بريان كفالي على موقع بروبوليرز (الإنجليزية)
- بريان كفالي على موقع سبورتس رفرنس (الإنجليزية)